# 小行星7490
小行星7490（7490 Babička）是一颗绕太阳运转的小行星，为主小行星带小行星。该小行星于1995年7月31日发现。

## 轨道参数
小行星7490的轨道半长轴为2.2282246 UA，离心率为0.095。